# Olympiades internationales de linguistique
Pour les articles homonymes, voir IOL.
Les Olympiades internationales de linguistique (IOL) sont parmi les plus récemment créées des treize Olympiades internationales de sciences, puisque les premières ont eu lieu en 2003. Leur acronyme, IOL, a été choisi de manière à ne correspondre au nom de l'organisation dans aucune langue, et les organisations membres sont libres de choisir comment elles appelleront cette compétition dans leur langue. Parmi les pays francophones, seul le Canada (en) participe de façon régulière aux Olympiades.

## Fonctionnement
Les Olympiades internationales de linguistique sont tenues tous les étés dans un pays différent. Elles comprennent une épreuve individuelle de six heures dont le sujet est composé de cinq exercices couvrant les champs d'étude proposés aux Olympiades : linguistique descriptive, théorique et mathématique ; une épreuve d'équipe de trois ou quatre heures, avec un seul sujet particulièrement complexe. Les sujets des épreuves sont rédigés par un comité composé de linguistes et/ou anciens concurrents des Olympiades dans les langues d'étude choisies par les équipes ; les langues étudiées sont censées être inconnues de tous les participants. Des sujets de divers niveaux de difficulté peuvent être consultés sur le site des Olympiades,. La sélection nord-américaine se fait par des olympiades en plusieurs manches en situation d'examen. La France présente une équipe pour la première fois en 2021 ; en 2015, elle avait un seul participant, non médaillé et non classé — la sélection s'était faite par la notation des réponses à un problème publié sur Internet.
Les meilleurs participants sont récompensés par des médailles d'or, d'argent et de bronze en individuel et en équipe, ainsi que par un prix de la meilleure solution et de nombreux accessits. Un prix du meilleur problème peut également être décerné par les participants à l'un des six problèmes de linguistique résolus au cours des Olympiades.

## Histoire
Les premières olympiades linguistiques ont été organisées par Alfred Jourinski (ru), Vladimir Ouspenski (en), Alexandre Kibrik (en), Andreï Zalizniak et Anna Polivanova (ru) en 1959 à Moscou, sous le nom d'Olympiades traditionnelles moscovites de linguistique et de mathématiques (ru), nom qu'elles gardent aujourd'hui encore, ayant été tenues tous les ans depuis lors, sauf de 1983 à 1987. À partir des années 1980, des olympiades régionales ont été organisées en Bulgarie (bg) depuis 1984, dans l'Oregon (USA) depuis 1988 et à Saint-Pétersbourg depuis 1995. Les premières olympiades nationales des États-Unis d'Amérique du Nord ont eu lieu en 1998.
À l'occasion des premières Olympiades internationales, qui ont eu lieu en 2003 à Borovets, en Bulgarie, la Lettonie, l'Estonie et les Pays-Bas ont organisé des olympiades nationales, et la République tchèque a également présenté une équipe (sélectionnée depuis 2012 par la Pralinka), ce qui élève le nombre des pays participants à six.

## Liste des Olympiades
| Édition | Ville             | Pays               | Date                                                                             | Pays participants                                                                | Participants                                                                     | Pays nouveaux                                                                    | Pays s'étant retirés                                                             | Pays de retour                                                                   |
| ------- | ----------------- | ------------------ | -------------------------------------------------------------------------------- | -------------------------------------------------------------------------------- | -------------------------------------------------------------------------------- | -------------------------------------------------------------------------------- | -------------------------------------------------------------------------------- | -------------------------------------------------------------------------------- |
| I       | Borovets          | Bulgarie           | 6-12 septembre 2003                                                              | 6                                                                                | 33                                                                               | Bulgarie, Estonie, Lettonie, Pays-Bas, République tchèque, Russie                |                                                                                  |                                                                                  |
| II      | Moscou            | Russie             | 31 juillet – 2 août 2004                                                         | 7                                                                                | 43                                                                               | Pologne, Serbie                                                                  | République tchèque                                                               |                                                                                  |
| III     | Leyde             | Pays-Bas           | 8-12 août 2005                                                                   | 9                                                                                | 50                                                                               | Finlande, Roumanie                                                               |                                                                                  |                                                                                  |
| IV      | Tartu             | Estonie            | 1er – 6 août 2006                                                                | 9                                                                                | 51                                                                               | Lituanie                                                                         | Roumanie                                                                         |                                                                                  |
| V       | Saint-Pétersbourg | Russie             | 31 juillet – 4 août 2007                                                         | 9                                                                                | 61                                                                               | Espagne, États-Unis, Suède                                                       | Finlande, Lituanie, Serbie                                                       |                                                                                  |
| VI      | Slantchev Briag   | Bulgarie           | 4-9 août 2008                                                                    | 11                                                                               | 63                                                                               | Allemagne, Corée du Sud, Slovénie                                                | Espagne                                                                          |                                                                                  |
| VII     | Wrocław           | Pologne            | 26-31 juillet 2009                                                               | 17                                                                               | 86                                                                               | Australie, Inde, Irlande, Royaume-Uni                                            |                                                                                  | République tchèque, Serbie                                                       |
| VIII    | Stockholm         | Suède              | 19-24 juillet 2010                                                               | 18                                                                               | 99                                                                               | Norvège, Singapour                                                               | République tchèque                                                               |                                                                                  |
| IX      | Pittsburgh        | États-Unis         | 24-30 juillet 2011                                                               | 19                                                                               | 102                                                                              | Brésil, Canada, Émirats arabes unis, Viêt Nam                                    | Allemagne, Norvège, Serbie                                                       |                                                                                  |
| X       | Ljubljana         | Slovénie           | 29 juillet – 4 août 2012                                                         | 26                                                                               | 131                                                                              | Chine, Grèce, Hongrie, Israël, Japon                                             | Émirats arabes unis, Viêt Nam                                                    | Allemagne, République tchèque, Roumanie, Serbie                                  |
| XI      | Manchester        | Royaume-Uni        | 22-26 juillet 2013                                                               | 26                                                                               | 138                                                                              | Île de Man, Taïwan, Turquie                                                      | Allemagne, Grèce, Israël                                                         |                                                                                  |
| XII     | Pékin             | Chine              | 21-25 juillet 2014                                                               | 28                                                                               | 152                                                                              | Pakistan, Ukraine                                                                | Serbie                                                                           | Espagne, Grèce                                                                   |
| XIII    | Blagoevgrad       | Bulgarie           | 20-24 juillet 2015                                                               | 29                                                                               | 168                                                                              | Bangladesh, France, Kazakhstan                                                   | Brésil, Grèce, Pakistan                                                          |                                                                                  |
| XIV     | Mysore            | Inde               | 25-29 juillet 2016                                                               | 29                                                                               | 172                                                                              |                                                                                  | France, Hongrie, Singapour                                                       | Brésil, Pakistan                                                                 |
| XV      | Dublin            | Irlande            | 31 juillet – 4 août 2017                                                         | 30                                                                               | 180                                                                              |                                                                                  |                                                                                  |                                                                                  |
| XVI     | Prague            | République tchèque | 25-31 juillet 2018                                                               | 29                                                                               | 192                                                                              |                                                                                  |                                                                                  |                                                                                  |
| XVII    | Yongin            | Corée du Sud       | 29 juillet – 2 août 2019                                                         | 35                                                                               | 209                                                                              |                                                                                  |                                                                                  |                                                                                  |
| XVIII   | Ventspils         | Lettonie           | L'édition est reportée à l'année suivante, en raison de la pandémie de Covid-19. | L'édition est reportée à l'année suivante, en raison de la pandémie de Covid-19. | L'édition est reportée à l'année suivante, en raison de la pandémie de Covid-19. | L'édition est reportée à l'année suivante, en raison de la pandémie de Covid-19. | L'édition est reportée à l'année suivante, en raison de la pandémie de Covid-19. | L'édition est reportée à l'année suivante, en raison de la pandémie de Covid-19. |
| XIX     | Ventspils         | Lettonie           | 19-23 juillet 2021                                                               | 34                                                                               | 216                                                                              |                                                                                  |                                                                                  | France                                                                           |

## Palmarès
| Année | Ville                        | Vainqueur individuel                                        | Vainqueur individuel                                        | Classement par équipes (individuel)                         | Classement par équipes (individuel)                         | Classement par équipes (individuel)                         | Classement par équipes (individuel)                         | Classement par équipes (individuel)                         | Classement par équipes (individuel)                         | Classement par équipes (équipes)                            | Classement par équipes (équipes)                            | Classement par équipes (équipes)                            | Classement par équipes (équipes)                            | Classement par équipes (équipes)                            | Classement par équipes (équipes)                            |
| Année | Ville                        | Nom                                                         | Score                                                       | Médaille d'or                                               | Score                                                       | Médaille d'argent                                           | Score                                                       | Médaille de bronze                                          | Score                                                       | Médaille d'or                                               | Score                                                       | Médaille d'argent                                           | Score                                                       | Médaille de bronze                                          | Score                                                       |
| ----- | ---------------------------- | ----------------------------------------------------------- | ----------------------------------------------------------- | ----------------------------------------------------------- | ----------------------------------------------------------- | ----------------------------------------------------------- | ----------------------------------------------------------- | ----------------------------------------------------------- | ----------------------------------------------------------- | ----------------------------------------------------------- | ----------------------------------------------------------- | ----------------------------------------------------------- | ----------------------------------------------------------- | ----------------------------------------------------------- | ----------------------------------------------------------- |
| 2003  | Borovets ( Bulgarie)         | Alexandra Petrova                                           | 93                                                          | Pays-Bas                                                    | 74,5                                                        | Saint-Pétersbourg                                           | 73,5                                                        | Moscou                                                      | 70,5                                                        | Pays-Bas                                                    | 98                                                          | Saint-Pétersbourg                                           | 91                                                          | Moscou                                                      | 83                                                          |
| 2004  | Moscou ( Russie)             | Ivan Dobrev                                                 | 88                                                          | Bulgarie I                                                  | 79,5                                                        | Moscou I                                                    | 71                                                          | Moscou II                                                   | 64,5                                                        | Saint-Pétersbourg                                           |                                                             | Lettonie                                                    |                                                             | Bulgarie I                                                  |                                                             |
| 2005  | Leyde ( Pays-Bas)            | Ivan Dobrev                                                 | 95                                                          | Bulgarie I                                                  | 81,375                                                      | Moscou                                                      | 75,125                                                      | Saint-Pétersbourg                                           | 65                                                          | Pays-Bas I                                                  |                                                             | Moscou                                                      |                                                             | Saint-Pétersbourg                                           |                                                             |
| 2006  | Tartu ( Estonie)             | Maria Kholodilova                                           | 87                                                          | Bulgarie I                                                  | 73                                                          | Bulgarie II                                                 | 72,33                                                       | Saint-Pétersbourg                                           | 72,25                                                       | Bulgarie I                                                  | 82                                                          | Pays-Bas                                                    | 75                                                          | Pologne I                                                   | 72                                                          |
| 2007  | Saint-Pétersbourg ( Russie)  | Adam Hesterberg                                             | 90                                                          | Estonie I                                                   | 59,625                                                      | Bulgarie I                                                  | 59,250                                                      | Moscou                                                      | 58,750                                                      | États-Unis I Moscou                                         |                                                             | Bulgarie I Bulgarie II                                      |                                                             | —                                                           | —                                                           |
| 2008  | Slantchev Briag ( Bulgarie)  | Alexander Daskalov                                          | 85                                                          | États-Unis                                                  | 71,5                                                        | Pays-Bas                                                    | 65,5                                                        | Pologne                                                     | 64,25                                                       | États-Unis II Bulgarie Est                                  | 85                                                          | Pays-Bas États-Unis I                                       | 67 66                                                       | —                                                           | —                                                           |
| 2009  | Wrocław ( Pologne)           | Diana Sofronieva                                            | 92                                                          | Moscou                                                      | 63                                                          | Bulgarie I                                                  | 62                                                          | Pologne II                                                  | 57                                                          | États-Unis Rouge                                            | 2261                                                        | Corée du Sud I                                              | 2124,5                                                      | Moscou                                                      | 2025                                                        |
| 2010  | Stockholm ( Suède)           | Vadim Tukh Andrey Nikulin                                   | 99                                                          | États-Unis Bleu                                             | 86,75                                                       | Saint-Pétersbourg                                           | 80,25                                                       | États-Unis Rouge                                            | 78,5                                                        | Lettonie                                                    | 96                                                          | Moscou                                                      | 86                                                          | Pologne II                                                  | 82                                                          |
| 2011  | Pittsburgh ( États-Unis)     | Morris Alper                                                | 80                                                          | États-Unis Rouge                                            | 65,25                                                       | Saint-Pétersbourg                                           | 57,75                                                       | Estonie                                                     | 55,75                                                       | États-Unis Rouge                                            | 85                                                          | Saint-Pétersbourg                                           | 69                                                          | Moscou                                                      | 64                                                          |
| 2012  | Ljubljana ( Slovénie)        | Anton Sokolov                                               | 88                                                          | Saint-Pétersbourg                                           | 67                                                          | États-Unis Rouge                                            | 66,75                                                       | États-Unis Bleu                                             | 59,5                                                        | États-Unis Bleu                                             | 93,4                                                        | Pays-Bas                                                    | 89,8                                                        | Pologne II                                                  | 89,2                                                        |
| 2013  | Manchester ( Royaume-Uni)    | Alexander Wade                                              | 87                                                          | États-Unis Rouge                                            | 65,25                                                       | Saint-Pétersbourg                                           | 62,5                                                        | Pologne I                                                   | 61,5                                                        | États-Unis Rouge                                            |                                                             | Saint-Pétersbourg                                           |                                                             | Bulgarie I Roumanie                                         |                                                             |
| 2014  | Pékin ( Chine)               | Milo Andrea Mazurkiewicz                                    | 84                                                          | États-Unis Rouge                                            | 57,5                                                        | Canada                                                      | 52,5                                                        | Pologne I États-Unis Bleu Chine I                           | 48                                                          | États-Unis Rouge                                            | 29                                                          | Russie I                                                    | 24                                                          | Russie II                                                   | 23,5                                                        |
| 2015  | Blagoevgrad ( Bulgarie)      | James Wedgwood                                              | 89                                                          | États-Unis Rouge                                            | 73,75                                                       | Bulgarie I                                                  | 53,25                                                       | États-Unis Bleu                                             | 48,75                                                       | Royaume-Uni Ouest                                           |                                                             | États-Unis Rouge                                            |                                                             | Pays-Bas Pologne Blanc                                      |                                                             |
| 2016  | Mysore ( Inde)               | Jaeyeong Yang                                               | 92                                                          | États-Unis Rouge                                            | 61,75                                                       | Russie Belka                                                | 61,25                                                       | Russie Strelka                                              | 57,25                                                       | Suède                                                       | 57                                                          | Australie I                                                 | 56                                                          | Royaume-Uni                                                 | 49                                                          |
| 2017  | Dublin ( Irlande)            | Samuel Kumar Ahmed                                          | 92,1                                                        | Royaume-Uni K                                               | 79,7                                                        | Bulgarie 1                                                  | 72,3                                                        | États-Unis Rouge                                            | 70,22                                                       | Taïwan                                                      |                                                             | Pologne Ą                                                   |                                                             | Slovénie                                                    |                                                             |
| 2018  | Prague ( République tchèque) | Przemysław Podleśny                                         | 95,25                                                       | États-Unis Bleu                                             | 70,25                                                       | Bulgarie 1                                                  | 70,15                                                       | Royaume-Uni K                                               | 69,89                                                       | États-Unis Bleu                                             | 84,83                                                       | États-Unis Rouge Bulgarie 1                                 | 75,34 72,85                                                 | Pões Royaume-Uni U Tým křivopřísežníků                      | 64,61 60,01 59,88                                           |
| 2019  | Yongin ( Corée du Sud)       | Ken Jiang                                                   | 98,7                                                        | États-Unis Rouge                                            | 77,74                                                       | Bulgarie 1                                                  | 70,44                                                       | Canada Moose                                                | 69,19                                                       | Slovénie                                                    | 113                                                         | Chine KUN Russie Strelka                                    | 108 107                                                     | Pologne Bóbr Russie Belka Malaisie A                        | 104 102                                                     |
| 2020  | Ventspils ( Lettonie)        | L'épreuve est annulée en raison de la pandémie de Covid-19. | L'épreuve est annulée en raison de la pandémie de Covid-19. | L'épreuve est annulée en raison de la pandémie de Covid-19. | L'épreuve est annulée en raison de la pandémie de Covid-19. | L'épreuve est annulée en raison de la pandémie de Covid-19. | L'épreuve est annulée en raison de la pandémie de Covid-19. | L'épreuve est annulée en raison de la pandémie de Covid-19. | L'épreuve est annulée en raison de la pandémie de Covid-19. | L'épreuve est annulée en raison de la pandémie de Covid-19. | L'épreuve est annulée en raison de la pandémie de Covid-19. | L'épreuve est annulée en raison de la pandémie de Covid-19. | L'épreuve est annulée en raison de la pandémie de Covid-19. | L'épreuve est annulée en raison de la pandémie de Covid-19. | L'épreuve est annulée en raison de la pandémie de Covid-19. |
| 2021  | Ventspils ( Lettonie)        | Roman Shabanov                                              | 78,3                                                        | Hong Kong EAT                                               | 52,48                                                       | Russie Strelka                                              | 51,8                                                        | Inde Saffron                                                | 47,13                                                       | Ukraine i                                                   | 56,8                                                        | États-Unis Rouge                                            | 55,8                                                        | Inde Saffron Canada Moose                                   | 47,5 47                                                     |